# Bunodera luciopercae
Bunodera luciopercae är en plattmaskart. Bunodera luciopercae ingår i släktet Bunodera och familjen Allocreadiidae. Inga underarter finns listade i Catalogue of Life.